# Державні послуги
Держа́вні по́слуги — публічні послуги, що надаються органами державної влади (в основному виконавчої) та державними підприємствами, установами або організаціями.
Державні послуги можна поділити на:
- управлінські послуги — які надаються невизначеному кругу осіб у формі рішень, що регламентують права та обов’язки громадян та господарюючих суб’єктів;
- та адміністративні послуги — які надаються конкретному користувачу (фізичній або юридичній особі, громадянам і їх об'єднанням, групі осіб).[2][3]

## В Україні
В Україні з 2020 року функціонує вебпортал «Дія», на якому можна отримати такі державні послуги як єМалятко (комплексна послуга при народженні дитини), зареєструвати бізнес і ФОП онлайн, сплачувати податки й подавати декларації, підписувати будь-які документи, змінювати місце реєстрації тощо. Міністерство цифрової трансформації планує перевести усі державні послуги у Дію до 2024 року.
Також у 2020 році було запущено «Гід з державних послуг», на якому можна отримати інформацію про усі державні послуги, що надаються різними суб'єктами державної влади.